# Antonina Ivanovna Gribusjina
Antonina Ivanovna Gribushina, född 1840, död 1911, var en rysk entreprenör.
Hon var gift med Mikhail Ivanovich Gribushin, borgmästaren i Kungur 1872-1876 och ägare av ett av Rysslands största te- och sockerföretag. Hon ärvde makens företag efter hans död 1889 och blev därmed en av Tsarryssland största affärsmagnater. Hon var också känd som filantrop och barnhemmet Mikhailo-Kirillovsky i Kungur 1891. 